# St Ninian's Isle-skatten
St Ninian's Isle-skatten er et depotfund, der blev fundet på St Ninian's Isle, Shetlandsøerne, Skotland i 1958. Det er dateret til ca. 750–825, og det bedste eksempel på bevaret metlarbejde fra tidlig middelalderlige Skotland. Fundet består af 28 dele, som inkluderer forskellige sølvgenstande , heriblandt 12 keltiske brocher. Skatten er i dag udstillet på National Museum of Scotland i Edinburgh.

## Galleri
- Sølvskåle
- Sværdskede-spidser i sølv
- Koniske sølvbeslag
- Halvbrocher i sølv
- Dekration på halvbroche udformet som dyr
- skål